# Венегас, Луис
Луис Херардо Венегас Сумаран (исп. Luis Gerardo Venegas Zumarán; 21 июня 1984, Сан-Луис-Потоси, Мексика) — мексиканский футболист, защитник. Бывший игрок сборной Мексики.

## Клубная карьера
Венегас — воспитанник клуба «Сан-Луис». В 2004 году он дебютировал за команду в Лиги Ассенсо. По окончании сезона Луис покинул команду и на протяжении нескольких лет выступал за клубы второй мексиканской лиги «Агилас Ривьера Майя», Лобос БУАП и «Алакранес де Дуранго».
В 2008 году Венегас перешёл в «Атланте». 3 августа в матче против «Монаркас Морелия» он дебютировал в мексиканской Примере. В своём первом же сезоне Луис помог клубу из Канкуна выиграть Лигу чемпионов КОНКАКАФ. Вскоре он получил травму и долго восстанавливался. 4 августа 2011 года в поединке против «Пуэблы» Венегас забил свой первый гол за «Атланте».
Летом 2014 года Луис перешёл в «Атлас». 20 июля в матче против УАНЛ Тигрес он дебютировал за новую команду. По окончании сезона Венегас перебрался в «Чьяпас». 26 июля 2015 года в поединке против «Дорадос де Синалоа» он дебютировал за «ягуаров». 23 августа в матче против «Монаркас Морелия» Луис забил свой первый гол за новую команду.
Летом 2017 года Венегас перешёл в «Пуэблу». 23 июля в матче против УАНЛ Тигрес он дебютировал за новую команду. В поединке против «Монтеррея» Луис забил свой первый гол за «Пуэблу».

## Международная карьера
10 сентября 2014 года в товарищеском матче против сборной Боливии Венегас дебютировал за сборную Мексики.

## Достижения
Клубные
 «Атланте»
- Лига чемпионов КОНКАКАФ — 2008/2009